# Segarelistas
Los segarelistas o segarelianos, también conocidos como Hermanos Apostólicos fueron los miembros de una secta fundada en el siglo XIII por Gerardo Segarelli que argumentaba que había que darlo todo en caridad, incluso a las mujeres.
Gerardo Segarelli era un hombre de muy humilde nacimiento, que no tenía noción alguna de las letras. Quiso ser admitido en la Orden Franciscana y como le rehusaron, se hizo un hábito parecido a aquel con que se acostumbraba a representar a los apóstoles en los cuadros. Vendió una pequeña finca que constituía toda su fortuna y distribuyó su producto entre los pobres. Se propuso vivir como san Francisco e imitar a Jesucristo y para aventajar a dicho santo en la imitación del Señor, se hizo circuncidar, se colocó en una cuna y se hizo amamantar por una mujer.

## Creencias
Segarelli  reunió pronto un grupo de seguidores cuyos miembros se llamaron segarelistas y también apostólicos; eran mendigos y vagabundos que proclamaban que todo había de ser común, incluso las mujeres. Afirmaban que Dios Padre había juzgado el mundo con severidad y justicia, que la gracias y la sabiduría habían caracterizado el reinado de Jesucristo, pero que este reinado había pasado al del Espíritu Santo, que es un reinado de amor y caridad. En este reinado la caridad es la única ley, pero una ley que obliga indispensablemente y no admite la menor excepción. Así, según decían, no puede rehusarse nada de lo que se pide por caridad. A esta sola palabra los sectarios de Segarel daban todo cuanto poseían excepto sus mujeres, por más que enseñasen que hasta ellas eran comunes.

## Final
La Inquisición hizo prender a Segarel y lo quemó, pero su discípulo Dulcino se puso al frente de su secta, que alcanzó una gran difusión durante un tiempo, hasta su ejecución junto a los demás líderes del grupo en 1307.